# Akira Tozawa
Akira Tozawa (jap. 戸澤 陽, Tozawa Akira; * 22. Juli 1985 in Nishinomiya, Japan) ist ein japanischer Wrestler, der derzeit bei World Wrestling Entertainment unter Vertrag steht und bei deren wöchentlicher Show Raw antritt. Sein bislang größter Erfolg ist der Erhalt der WWE Cruiserweight Championship und der sechzehnfache Erhalt der WWE 24/7 Championship.

## Wrestlingkarriere
Akira Tozawa begann seine Karriere bei der japanischen Wrestlingliga Dragon Gate. Dort bestritt er 2005 sein erstes Wrestlingmatch. Im Mai 2010 wurde Tozawa in die USA, wo er zwecks Dragon Gates US-Expansion zu deren US-Parallelliga Dragon Gate USA (DGUSA) geschickt wurde.
Neben DGUSA absolvierte Tozawa regelmäßige Auftritte für Pro Wrestling Guerrilla (PWG). Dort nahm er auch 2010 bei Battle of Los Angeles teil, wo er sich unter anderem gegen El Generico in der ersten Runde durchsetzte.
In den USA gewann Tozawa seinen ersten Wrestlingtitel. Er gewann nämlich bei der Wrestlingliga Anarchy Championship Wrestling (ACW) am 15. Mai 2011 die ACW U-30 Young Gun Championship. Den Titel hielt er allerdings nur 6 Tage.
Neben DGUSA, PWG und ACW absolvierte Tozawa auch Auftritte für Chikara und Evolve. Am 8. Juni 2011 kehrte Tozawa wieder zurück nach Japan und trat wieder für Dragon Gate an, wo er bis 2016 verblieb. In den USA bestritt er nur, für gelegentliche Auftritte, für DGUSA Matches. Nach seiner Rückkehr in Japan feierte Tozawa große Erfolge. Er gewann unter anderem einmal die Open the Brave Gate Championship und Open the Owarai Gate Championship , zweimal die Open the Triangle Gate Championship und dreimal die Open the Twin Gate Championship.
Am 31. März 2016 wurde Tozawa von World Wrestling Entertainment als Teilnehmer der Cruiserweight Classic bestätigt. Bei der Cruiserweight Classic schaffte er es bis zum Viertelfinale, wo er an Gran Metalik scheiterte. Nach dem Turnier wurde Tozawa von der WWE verpflichtet. Seitdem ist er ein Teil der Cruiserweight-Division der WWE.
Als Wrestler der Cruiserweight-Division ist er ein Teil des 205 Live-Rosters. Am 14. August 2017 gewann er bei Raw von Neville die WWE Cruiserweight Championship. 6 Tage später verlor er den Titel beim SummerSlam wieder an Neville. Am 23. Juni 2019 bestritt Tozawa ein Triple Threat Match um die WWE Cruiserweight Championship gegen Tony Nese und Drew Gulak, dieses Match verlor er jedoch.
Im Rahmen des WWE Drafts wechselte Tozawa am 14. Oktober 2019 von 205 Live zu Raw. Am 22. Dezember 2019 gewann er in New York bei einer Aufzeichnung für Mondaynightraw den WWE 24/7 Championship von R-Truth, diesen verlor er jedoch in der gleichen Nacht an den Weihnachtsmann. Am 22. Juni 2020 gewann er den Titel von R-Truth. Die Regentschaft hielt 7 Tage und verlor den Titel am 29. Juni 2020 an R-Truth. Am 3. August 2020 gewann er den Titel wieder zurück, hierfür besiegte er Shelton Benjamin. Die Regentschaft hielt 7 Tage und verlor den Titel am 10. August 2020 an R-Truth. Am 24. August 2020 gewann er den Titel von Shelton Benjamin. Nach einer Regentschaft von 7 Tagen, verlor er den Titel am 31. August 2020 an R-Truth. Am 28. September gewann er den Titel erneut, diesen verlor er jedoch Sekunden später an Drew Gulak. Am 9. November gewann er erneut den Titel von R-Truth, diesen verlor er jedoch wenige Sekunden später an Erik. Am 22. November 2020 gewann er erneut den Titel, verlor diesen jedoch Sekunden später an R-Truth. Am 15. Februar 2021 gewann er den Titel erneut von R-Truth, jedoch verlor er diesen wenige Sekunden später an Bad Bunny. Am 17. Mai 2021 konnte er erneut den Titel gewinnen, hierfür besiegte er R-Truth. Die Regentschaft hielt 42 Tage und verlor den Titel, schlussendlich am 28. Juni 2021 an Drew Gulak. Den Titel konnte er jedoch innerhalb weniger Sekunden zurückgewinnen. Die Regentschaft hielt erneut 21 Tage. Den Titel verlor er dann am 19. Juli 2021 an Reginald. Am 8. November 2021 gewann er den 24/7 Championship, hierfür besiegte er Drake Maverick. Den Titel verlor er jedoch einige Sekunden später an Corey Graves. Am 18. April 2022 gewann er erneut die WWE 24/7 Championship, jedoch verlor er diesen wenige Sekunden später an Dana Brooke. Am 30. Mai 2022 gewann er erneut die WWE 24/7 Championship, hierfür besiegte er Tamina. Die Regentschaft hielt 7 Tage und verlor den Titel, schlussendlich am 6. Juni 2022 an Dana Brooke. Am 20. Juni 2022 gewann er bei den Aufzeichnungen von WWE Main Event erneut den Titel, jedoch verlor er diesen wenige Sekunden später an R-Truth. Am 18. Juli 2022 gewann er erneut den Titel, verlor diesen jedoch einige Sekunden später.

## Wrestlingerfolge
Anarchy Championship Wrestling
- 1× ACW U–30 Young Gun Championship

Dragon Gate
- 1× Open the Brave Gate Championship
- 1× Open the Owarai Gate Championship
- 2× Open the Triangle Gate Championship (1× mit BxB Hulk & Shingo Takagi und 1× mit Masato Yoshino & T-Hawk)
- 3× Open the Twin Gate Championship (2× mit BxB Hulk & 1× mit Shingo Takagi)

World Wrestling Entertainment
- 1× WWE Cruiserweight Championship
- 16× WWE 24/7 Championship